# Hemliga Higgins
Hemliga Higgins (eng. The Devil and Miss Jones) är en amerikansk långfilm från 1941 i regi av Sam Wood, med Jean Arthur och Charles Coburn i huvudrollerna.

## Handling
Surmulne miljonären John P. Merrick (Charles Coburn) har sett en bild i tidning över hur hans anställda bränner en figur av honom på bål. Han går därför undercover som en vanlig skoförsäljare i sitt eget varuhus i New York för att identifiera personer som försöker starta en fackförening. Han blir vän med den vanliga arbetaren Mary Jones (Jean Arthur). Han träffar också hennes nyss avskedade pojkvän Joe O'Brien (Robert Cummings), en fackföreningsorganisatör. De nya erfarenheterna Merrick får gör honom mer sympatisk till sina anställdas behov och han finner oväntat kärleken i den unga assistenten Elizabeth Ellis (Spring Byington).

## Rollista
| Jean Arthur         | – Mary            |
| Robert Cummings     | – Joe             |
| Charles Coburn      | – Merrick         |
| Edmund Gwenn        | – Hooper          |
| Spring Byington     | – Elizabeth       |
| S.Z. Sakall         | – George          |
| William Demarest    | – First Detective |
| Walter Kingsford    | – Allison         |
| Montagu Love        | – Harrison        |
| Richard Carle       | – Oliver          |
| Charles Waldron     | – Needles         |
| Edwin Maxwell       | – Withers         |
| Edward McNamara     | – Police Sergeant |
| Robert Emmett Keane | – Tom Higgins     |
| Florence Bates      | – Customer        |

## Om filmen
Frank Ross och Norman Krasna bestämde sig för att producera en film tillsammans, med Jean Arthur i huvudrollen. Deras budget var $600 000 dollar de lånat från banken. Manuset blev skrivet på 10 veckor och Sam Wood valdes som regissör. Krasna beskrev senare hur produktionen av filmen var en av de bästa han upplevt under sin karriär.
Detta var den första filmen där Jean Arthur och Charles Coburn parades ihop. De gjorde senare även Ungkarlsfällan (1943) och Smekmånad på prov (1944) tillsammans.

## Utmärkelser

### Nomineringar
- Oscar: Bästa manliga biroll (Charles Coburn), Bästa originalmanus (Norman Krasna)